# Madžari, Pljevlja
Madžari este un sat din comuna Pljevlja, Muntenegru.

## Demografie
|  |

| Demografie | Demografie | Demografie |
| An         | Locuitori  | Locuitori  |
| ---------- | ---------- | ---------- |
|            |            |            |
|            |            |            |
|            |            |            |
|            |            |            |
| 1948       | 83         |            |
| 1953       | 102        |            |
| 1961       | 97         |            |
| 1971       | 67         |            |
| 1981       | 28         |            |
| 1991       | 18         | 18         |
| 2003       | -          | -          |